# Navacelles
Navacelles – miejscowość i gmina we Francji, w regionie Oksytania, w departamencie Gard.
Według danych na rok 1990 gminę zamieszkiwało 190 osób, a gęstość zaludnienia wynosiła 17 osób/km² (wśród 1545 gmin Langwedocji-Roussillon Navacelles plasuje się na 718. miejscu pod względem liczby ludności, natomiast pod względem powierzchni na miejscu 693.).